# Ретковци
Ретковци су насеље у саставу општине Иванково у Вуковарско-сремској жупанији, у Републици Хрватској.

## Становништво
На попису становништва 2011. године, Ретковци су имали 1.263 становника.

## Попис 1991.
На попису становништва 1991. године, насељено место Ретковци је имало 1.335 становника, следећег националног састава:
| Попис 1991.‍   | Попис 1991.‍  | Попис 1991.‍ | Попис 1991.‍ | Попис 1991.‍ |
| ------------- | ------------ | ----------- | ----------- | ----------- |
|               |              |             |             |             |
| Хрвати        | Хрвати       |             | 1.303       | 97,60%      |
| Срби          | Срби         |             | 3           | 0,22%       |
| Југословени   | Југословени  |             | 1           | 0,07%       |
| Мађари        | Мађари       |             | 1           | 0,07%       |
| Словенци      | Словенци     |             | 1           | 0,07%       |
| Украјинци     | Украјинци    |             | 1           | 0,07%       |
| остали        | остали       |             | 1           | 0,07%       |
| неопредељени  | неопредељени |             | 2           | 0,14%       |
| непознато     | непознато    |             | 22          | 1,64%       |
| укупно: 1.335 |              |             |             |             |